# Saharopepsin
Saharopepsin (EC 3.4.23.25, kvašćana endopeptidaza A, Saccharomyces aspartinska proteinaza, aspartinska proteinaza yscA, proteinaza A, proteinaza yscA, kvašćana proteinaza A, Saccharomyces cerevisiae aspartinska proteinaza A, kvašćana proteinaza A, PRA) je enzim. Ovaj enzim katalizuje sledeću hemijsku reakciju
Hidroliza proteina sa širokom specifičnošću za peptidne veze. Razlaže se -Leu-Leu-Val-Tyr veza u sintetičnim supstratime. Ne dolazi do reakcije na estrima Tyr ili Arg
Ovaj enzim je prisutan u vakuolama pekarskog kvasca (Saccharomyces cerevisiae).

## Literatura
- Nicholas C. Price; Lewis Stevens (1999). Fundamentals of Enzymology: The Cell and Molecular Biology of Catalytic Proteins (Third изд.). USA: Oxford University Press. ISBN 019850229X.
- Eric J. Toone (2006). Advances in Enzymology and Related Areas of Molecular Biology, Protein Evolution (Volume 75 изд.). Wiley-Interscience. ISBN 0471205036.
- Branden C; Tooze J. Introduction to Protein Structure. New York, NY: Garland Publishing. ISBN 0-8153-2305-0.
- Irwin H. Segel. Enzyme Kinetics: Behavior and Analysis of Rapid Equilibrium and Steady-State Enzyme Systems (Book 44 изд.). Wiley Classics Library. ISBN 0471303097.

## Spoljašnje veze
- Saccharopepsin на 